# Csaba Burján
Pour les articles homonymes, voir Burján.
Csaba Burján (né le 27 septembre 1994 à Pécs) est un patineur de patinage de vitesse sur piste courte hongrois.

## Palmarès
- Jeux olympiques
  -  Médaille d'or sur relais 5 000 m aux Jeux olympiques d'hiver de 2018 à Pyeongchang.

- Championnats du monde
  -  Médaille d'argent sur relais 5 000 m aux Championnats du monde de patinage de vitesse sur piste courte 2021 à Dordrecht.